# Haemanthus dasyphyllus
Haemanthus dasyphyllus är en amaryllisväxtart som beskrevs av Deirdré Anne Snijman. Haemanthus dasyphyllus ingår i släktet Haemanthus och familjen amaryllisväxter. Inga underarter finns listade i Catalogue of Life.